# Sindelfingen
Sindelfingen är en stad i Landkreis Böblingen i regionen Stuttgart i Regierungsbezirk Stuttgart i förbundslandet Baden-Württemberg i Tyskland, belägen omkring 15 kilometer sydväst om Stuttgart. Folkmängden uppgår till cirka 66 000 invånare. Ekonomin är starkt beroende av bilindustrin i närheten. Under medeltiden fanns här en stark vävindustri, och i dag finns här många modeföretag. Samhällena Maichingen och Darmsheim inkorporerades 1971. Europamästerskapen i friidrott inomhus 1980 anordnades här.